# Herb gminy Ropa
Herb gminy Ropa – jeden z symboli gminy Ropa, autorstwa Włodzimierza Chorązkiego i Alfreda Znamierowskiego, ustanowiony 16 września 2002.

## Wygląd i symbolika
Herb przedstawia na tarczy koloru czerwonego pod czarną kroplą złote koło bez jednego dzwonu, a nad nią złotą lampę naftowa ze srebrnym kloszem i czerwonym płomieniem. Lampa i kropla nawiązują do tradycji naftowych gminy i działalności Ignacego Łukasiewicza, natomiast koło do wędrówek maziarzy.